# Hospitality Club
L’Hospitality Club était un des plus grands services d'hébergement en ligne. Fondé par M. Veit Kuehne en juillet 2000 à Dresde en Saxe, ses membres répartis en tous les pays du monde offrent un hébergement gratuit les uns aux autres, ainsi que de l’aide pendant les voyages. 

## Descriptif
La participation est libre et gratuite et ne requiert aucun engagement financier.  Après un séjour, les utilisateurs du service peuvent donner leurs commentaires au sujet de leurs hôtes ou de leurs visiteurs. Le club fut fondé sur le travail d’une centaine de volontaires partout dans le monde dont le but fut de favoriser les échanges interculturels.
La seule condition pour devenir membre est de s'enregistrer au site.
La durée de séjour, la pension complète ou pas, et tout autre détail se fixent entre les utilisateurs par téléphone ou mail avant le séjour ou sur l'arrivée.
Le but du projet était à l'origine d’accueillir plus d’un million de membres. En juillet 2012, Veit Kuehne, le fondateur du HospitalityClub encourageait ses membres à mettre en location leur appartement ou lit sur airbnb afin qu'une commission lui soit reversé au Club pour couvrir les frais.
Le club comptait plus de 320 000 membres dans 221 pays en novembre 2007
 et 647 240 dans 231 pays au 13 octobre 2012